# Liste de films français sortis en 1928
Listes de films français
- 1924
- 1925
- 1926
- 1927
- 1928
- 1929
- 1930
- 1931
- 1932

Liste non exhaustive de films français sortis en 1928 :
| Titre                            | Réalisateur                          | Distribution                                                 | Genre                      | Notes                  |
| -------------------------------- | ------------------------------------ | ------------------------------------------------------------ | -------------------------- | ---------------------- |
| Amour noir et amour blanc        | Ladislas Starewitch                  |                                                              | Animation                  | 18 min                 |
| L'Argent                         | Marcel L'Herbier                     | Brigitte Helm, Marie Glory, Pierre Alcover                   | Drame                      |                        |
| Le Baiser qui tue                | Jean Choux Tartarin Malachowski      | Thérèse Reignier, Claude Harold, Georges Oltramare           |                            |                        |
| Le Chauffeur de Mademoiselle     | Henri Chomette                       | Dolly Davis, Jim Gérald Paul Ollivier, Alice Tissot          | Comédie                    |                        |
| La Chute de la maison Usher      | Jean Epstein                         | Jean Debucourt, Marguerite Gance, Charles Lamy               | Thriller                   |                        |
| La Coquille et le Clergyman      | Germaine Dulac                       | Alex Allin, Lucien Bataille, Génica Athanasiou               | Moyen métrage              |                        |
| La Danseuse Orchidée             | Léonce Perret                        | Louise Lagrange, Ricardo Cortez, Danièle Parola              |                            |                        |
| Le Diable au cœur                | Marcel L'Herbier                     | Betty Balfour, Roger Karl, Jaque-Catelain                    | Drame muet                 |                        |
| L'Eau du Nil                     | Marcel Vandal                        | Jean Murat, Max Maxudian, René Lefèvre                       |                            | 1er film sonore        |
| L'Équipage                       | Maurice Tourneur                     | Georges Charlia, Jean Dax Pierre de Guingand                 | Drame                      |                        |
| Études sur Paris                 | André Sauvage                        |                                                              | Documentaire               |                        |
| La Faute de Monique              | Maurice Gleize                       | Sandra Milowanoff, Victor Vina, Rudolf Klein-Rogge           |                            |                        |
| La Grande Envolée                | René Plaissetty                      | André Urban, Georges Raulin, Andrew Brunelle                 |                            |                        |
| La Grande Passion                | André Hugon                          | Lil Dagover, Rolla Norman                                    |                            |                        |
| L'Horloge magique                | Ladislas Starewitch                  |                                                              | Animation                  |                        |
| L'Île de Djerba                  | Marc Allégret                        |                                                              | Documentaire               |                        |
| Jalma la double                  | Roger Goupillières                   | Acho Chakatouny, Lucien Dalsace, Hugues de Bagratide         |                            |                        |
| Madame Récamier                  | Tony Lekain et Gaston Ravel          | Marie Bell, Françoise Rosay, Edmond van Daële                | Muet                       |                        |
| Maldone                          | Jean Grémillon                       | Charles Dullin, Annabella, Génica Athanasiou                 | Drame                      |                        |
| Le Martyre de Sainte-Maxence     | E.B. Donatien                        | Lucienne Legrand, Thomy Bourdelle, Raoul Chennevières        | Drame muet                 | musique de Léon Moreau |
| Minuit, place Pigalle            | René Hervil                          | Nicolas Rimsky, François Rozet, Renée Héribel, André Nicolle | Drame muet                 |                        |
| Mon cœur au ralenti              | Marco de Gastyne                     | Annette Benson, Olaf Fjord, Juliette Compton                 | Muet                       |                        |
| Morgane la sirène                | Léonce Perret                        | Claire de Lorez, Josyane, Iván Petrovich                     |                            |                        |
| L'Occident                       | Henri Fescourt                       | Claudia Victrix, Jaque-Catelain, Lucien Dalsace              |                            |                        |
| Ohé! Les valises                 | Michel Du Lac                        | Jean Gabin, Raymond Dandy                                    | Comédie muette             |                        |
| Pas si bête                      | André Berthomieu                     | Andrée Gilda, René Lefèvre, Jean Heuzé                       | Comédie                    |                        |
| La Passion de Jeanne d'Arc       | Carl Theodor Dreyer                  | Renée Falconetti, Louis Ravet, Eugène Silvain                |                            |                        |
| La Petite Marchande d'allumettes | Jean Renoir                          | Catherine Hessling                                           | Drame                      |                        |
| La Petite Parade                 | Ladislas Starewitch Irène Starewitch |                                                              | Court métrage Animation    | 20 min                 |
| La Ronde infernale               | Luitz-Morat                          | Jean Angelo, Charles Boyer, Pauline Carton                   | Drame muet                 |                        |
| Tire-au-flanc                    | Jean Renoir                          | Georges Pomiès, Michel Simon, Félix Oudart                   | Comédie                    |                        |
| La Tour                          | René Clair                           |                                                              | Court métrage documentaire | 14 min                 |
| Le Tournoi dans la cité          | Jean Renoir                          | Jackie Monnier, Aldo Nadi                                    |                            |                        |
| Un chapeau de paille d'Italie    | René Clair                           | Albert Préjean, Geymond Vital, Olga Tchekhova                | Comédie                    |                        |
| Une java                         | Jean de Size                         | Jean Angelo, Henriette Delannoy, François Viguier            |                            |                        |
| La Valse de l'adieu              | Henry Roussell                       | Pierre Blanchar, Marie Bell Georges Deneubourg               | Mélodrame                  |                        |
| La Veine                         | René Barberis                        | Sandra Milowanoff, Rolla Norman, Paulette Berger             | Comédie muette             |                        |
| Verdun, visions d'histoire       | Léon Poirier                         | Albert Préjean                                               | Historique                 |                        |